# Bulbophyllum amplifolium
Bulbophyllum amplifolium är en orkidéart som först beskrevs av Robert Allen Rolfe, och fick sitt nu gällande namn av Nambiyath Puthansurayil Balakrishnan och Sud.Chowdhury. Bulbophyllum amplifolium ingår i släktet Bulbophyllum och familjen orkidéer. Inga underarter finns listade i Catalogue of Life.